# Mustafa Koç

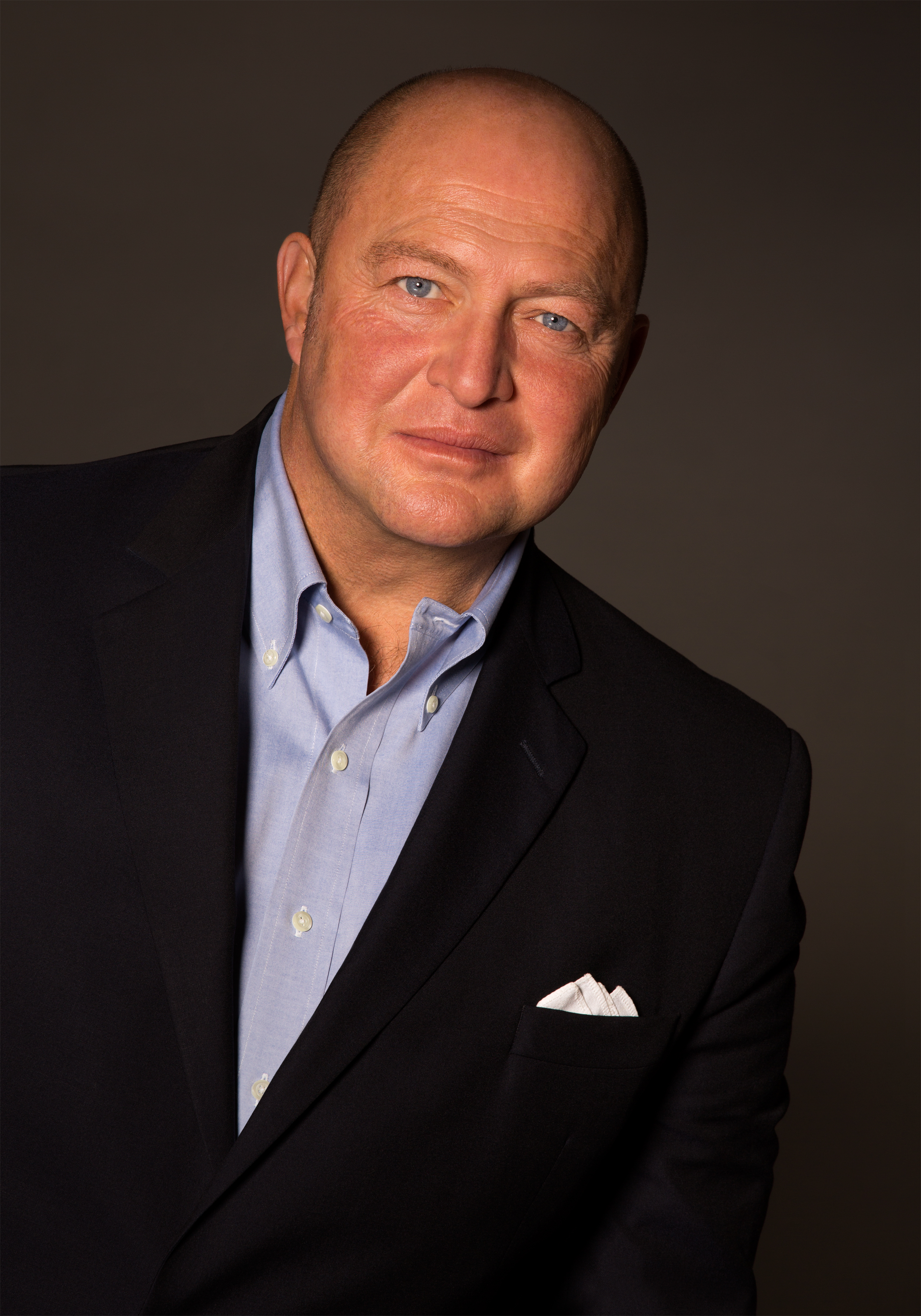
Mustafa Koç (2012 oder 2013)

Mustafa Vehbi Koç (* 29. Oktober 1960 in Ankara; † 21. Januar 2016 in Istanbul) war ein türkischer Unternehmer. Er wurde für seine Zivilcourage geehrt. Er war der Enkel von Vehbi Koç und von 2003 bis zu seinem Tod in dritter Generation Vorstandsvorsitzender der von seinem Großvater gegründeten Koç Holding, eines der größten Unternehmen der Türkei. Die Familie Koç gehört zu den reichsten Familien in der Türkei. Mustafa Koç starb am 21. Januar 2016 nach einem Herzinfarkt auf einer Reise.